# Centropogon rubiginosus
Centropogon rubiginosuseste o specie de plantă din familia Campanulaceae.

## Locație
Specia Centropogon rubiginosus este endemică din Ecuador. Habitatul natural al speciei constă în pădurile montane tropicale sau subtropicale umede.

## Biologie
Specia este amenințată de pierderea habitatului. Se află printre speciile catalogate ca în pericol de dispariție. Este abundentă în zona în care crește, dar acest spațiu este amenințat de focurile care izbucnesc din cauza omului și din cauza modernizării agriculturii.

## Taxonomie
Taxonomia speciei este:
- Regn-Plantae
- Phylum-Tracheophyta
- Clasă-Magnoliopsida
- Ordin-Campanulales
- Familie-Campanulaceae[1]

## Source
- Moreno, P. & Pitman, N. 2003.  Centropogon rubiginosus.   2006 IUCN Red List of Threatened Species.